# Tina Nordström
Maria Kristina "Tina" Nordström Holmqvist (6 de agosto de 1973, Helsingborg, Suecia) es una cocinera y presentadora de televisión sueca. La llaman Mat-Tina (es español: Comida-Tina). 
Se desempeñó como conductora de la segunda temporada de New Scandinavian Cooking emitido por PBS, reemplazando a Andreas Viestad como presentador del programa; ella fue sucedido por Claus Meyer. También apareció en una serie posterior con el mismo reparto en rotación llamado "Perfect Day", producido por Tellusworks / Anagram Produktion y dirigido por Andreas Lindergard.

## Biografía
En el bachillerato estudió en una escuela de gastronomía. Fue descubierta en el año 2000 por la televisión después de haber participado en una competición que se llama ’’el Cocinero de año’’. Ha ganado una competición de baile. Ha escrito muchos libros de cocina. Está casada con Martin Holmqvist. Tienen dos hijos, una hija que tiene tres años y un hijo que tiene seis años.
En 2008 ganó el programa de televisión sueco Let's Dance. En 2009, produjo Tinas Cookalong, junto a Gordon Ramsay como cocinero invitado.
Desde 2014, forma parte del jurado de Sveriges yngsta mästerkock, la versión sueca de MasterChef Junior.